# Euagrus cavernicola
Espèce
Euagrus cavernicola est une espèce d'araignées mygalomorphes de la famille des Euagridae.

## Distribution
Cette espèce est endémique du Tamaulipas au Mexique,. Elle se rencontre dans la Sierra de Guatemala à Gómez Farías dans les grottes Cueva de la Capilla, Cueva de la Mina et Sumidero de Harrison.

## Description
La femelle holotype mesure 6 mm.
La carapace de la femelle holotype mesure 3,2 mm de long sur 2,5 mm.
Cette espèce troglobie conserve des yeux vestigiaux.

## Publication originale
- Gertsch, 1971 : A report on some Mexican cave spiders. Association of Mexican Cave Studies Bulletin, vol. 4, p. 47-111.